# Lentienenses
Els lentienenses foren una branca dels alamans germànics, la que vivia més al sud, que ocupava les dues ribes del llac Brigantinus. Tenien el Danubi al nord i un dels seus afluents, l'Iller, a l'est, en el que ara és el sud d'Alemanya. Se sap que eren una de les tribus més rebels de l'època, encara que només hi ha dues mencions sobre aquesta tribu, ambdues de l'historiador romà Ammià Marcel·lí (330-395).
La primera menció de la seva aparició fa referència a l'any 355, quan l'emperador Constanci II va ordenar al comandant Arbetius que multés als lentienenses per les diverses incursions que havien fet a la província de Rècia, dins dels territoris de l'Imperi Romà. En segon lloc, es mencionen quan van creuar el Rin a peu, perquè estava gelat, el febrer del 378, envaint el territori romà. L'emperador Flavi Gracià els va derrotar en la batalla d'Argentovària (prop de la moderna Colmar a Alsàcia), on va morir el seu rei, Priarius. Aquesta batalla va ser la darrera campanya d'un emperador romà a l'altra banda dels Limes. També és la darrera vegada que es mencionen els lentienenses en documents històrics.
El nom llatí "lentienenses" es va formar a partir del nom del llogaret celta Lentia, avui una regió al nord del llac de Constança anomenada Linzgau.